# Flaçà
Flaçà település Spanyolországban, Girona tartományban. Flaçà Sant Jordi Desvalls, Foixà, La Pera, Sant Martí Vell és Sant Joan de Mollet községekkel határos. Lakosainak száma 1145 fő (2024).

## Népesség
A település népessége az elmúlt években az alábbi módon változott:
| Lakosok száma | 273  | 497  | 566  | 806  | 954  | 932  | 1072 | 1041 | 1093 | 1145 |
|               | 1717 | 1887 | 1936 | 1960 | 1986 | 2004 | 2009 | 2014 | 2019 | 2024 |